# JDLA Deep Learning For GENERAL
JDLA Deep Learning for GENERAL（JDLAディープラーニングフォージェネラル）は、一般社団法人日本ディープラーニング協会（JDLA）が実施するAIに関する検定試験および民間資格である。
特にディープラーニングの基礎知識を有し、適切な活用方針を決定して事業応用する能力を持つ人材の輩出を目的として実施されている。ディープラーニングの技術が日進月歩する技術であることから検定・資格実施毎に実施年号を付与している。一般にG検定（ジーけんてい）またはG検（ジーけん）と呼ばれる。G検定のGはジェネラルの意味である。
2020年3月までの試験に関しては、オンライン受験（自宅受験）・多肢選択式・2時間で225問程度の問題が出題されており、試験中にテキストの閲覧やインターネットを通じた検索を行うことは禁止されていない。
2017年は12月開催の1回、2018年は2回、2019～2022年は年3回、2023年は年5回開催。2024年は年6回開催。土曜日1日開催の回と、金曜と土曜2日開催の回がある。
受験料は、一般12,000円／学生5,000円（いずれも税別）。2020年7月に実施された第2回G検定（JDLA Deep Learning for GENERAL 2020#2）のみ、受験料が半額であった。

## JDLA認定資格
JDLAは、ディープラーニングに関する知識を有し、事業活用する人材（ジェネラリスト）と、ディープラーニングを実装する人材（エンジニア）の育成を目指し資格試験を主催している。ジェネラリストの認定資格をG検定（JDLA Deep Learning for GENERAL）と呼び、エンジニアの認定資格をE資格（JDLA Deep Learning For ENGINEER）と呼ぶ。日進月歩する技術であることから、検定・資格実施年毎に実施年号を付与している。

## シラバス
JDLAの公式ウェブサイトではJDLA Deep Learning for GENERAL 2019 #1のシラバスを下記の通り、公開している。
- 人工知能（AI）とは（人工知能の定義）
- 人工知能をめぐる動向
  - 探索・推論、知識表現、機械学習、深層学習
- 人工知能分野の問題
  - トイプロブレム、フレーム問題、弱いAI、強いAI、身体性、シンボルグラウンディング問題、特徴量設計、チューリングテスト、シンギュラリティ
- 機械学習の具体的手法
  - 代表的な手法、データの扱い、応用
- ディープラーニングの概要
  - ニューラルネットワークとディープラーニング、既存のニューラルネットワークにおける問題、ディープラーニングのアプローチ、CPU と GPU
  - ディープラーニングにおけるデータ量
- ディープラーニングの手法
  - 活性化関数、学習率の最適化、更なるテクニック、CNN、RNN
  - 深層強化学習、深層生成モデル
- ディープラーニングの研究分野
  - 画像認識、自然言語処理、音声処理、ロボティクス （強化学習）、マルチモーダル
- ディープラーニングの応用に向けて
  - 産業への応用、法律、倫理、現行の議論

### 新シラバス
2021年7月実施のG検定2021#2より、シラバスが改訂された。「G検定の試験範囲（シラバス）」を参照。

## 受験者数推移
|         | 試験月日             | 申込者数 | 受験者数 | 合格者数 | 合格率 | 備考                                                                           |
| ------- | -------------------- | -------- | -------- | -------- | ------ | ------------------------------------------------------------------------------ |
| 2017    | 2017年12月16日       | 1,500    | 1,448    | 823      | 56.84% | [ 8 ]                                                                          |
| 2018 #1 | 2018年6月16日        | 2,047    | 1,988    | 1,136    | 57.14% | [ 9 ]                                                                          |
| 2018 #2 | 2018年11月24日       | 2,745    | 2,680    | 1,740    | 64.93% | [ 10 ]                                                                         |
| 2019 #1 | 2019年3月9日         | 3,541    | 3,436    | 2,500    | 72.76% | [ 11 ]                                                                         |
| 2019 #2 | 2019年7月6日         | 5,387    | 5,143    | 3,672    | 71.40% | [ 12 ]                                                                         |
| 2019 #3 | 2019年11月9日        | 6,786    | 6,580    | 4,652    | 70.70% | 累計合格者1万名突破                                                            |
| 2020 #1 | 2020年3月14日        | 6,515    | 6,298    | 4,198    | 66.66% | [ 14 ]                                                                         |
| 2020 #2 | 2020年7月4日         | 13,528   | 12,552   | 8,656    | 68.96% | この回のみ受験料半額。累計合格者2万名突破                                      |
| 2020 #3 | 2020年11月7日        | 7,651    | 7,250    | 4,318    | 59.56% | 累計合格者3万名突破                                                            |
| 2021 #1 | 2021年3月20日        | 6,549    | 6,062    | 3,866    | 63.77% | [ 17 ]                                                                         |
| 2021 #2 | 2021年7月17日        | 8,077    | 7,450    | 4,582    | 61.50% | 累計合格者4万名突破                                                            |
| 2021 #3 | 2021年11月6日        | 7,943    | 7,399    | 4,769    | 64.45% | [ 19 ]                                                                         |
| 2022 #1 | 2022年3月5日         | 7,287    | 6,760    | 4,198    | 62.10% | [ 20 ]                                                                         |
| 2022 #2 | 2022年7月2日         | 6,853    | 6,398    | 3,917    | 61.22% | 累計合格者5万名突破                                                            |
| 2022 #3 | 2022年11月4日、5日   | 8,135    | 7,502    | 4,964    | 66.17% | [ 22 ]                                                                         |
| 2023 #1 | 2023年3月3日、4日    | 7,824    | 7,150    | 4,705    | 65.80% | 累計合格者6万名突破。                                                          |
| 2023 #2 | 2023年5月13日        | 3,389    | 3,052    | 2,075    | 67.99% | 受験者は2019#1以来の3千人台であった。年5回化にあたり受験者が分散したと見られる |
| 2023 #3 | 2023年7月7日、8日    | 4,900    | 4,518    | 3,106    | 68.75% | [ 25 ]                                                                         |
| 2023 #4 | 2023年11月10日、11日 | 3,488    | 3,309    | 2,390    | 72.23% | 累計合格者数7万名突破                                                          |
| 2023 #5 | 2024年1月13日        | 5,576    | 5,330    | 3,662    | 68.71% |                                                                                |
| 2024 #1 | 2024年1月13日        | 3,464    | 3,291    | 2,398    | 72.87% |                                                                                |
| 2024 #2 | 2024年3月8日         | 5,844    | 5,527    | 3,760    | 68.03% |                                                                                |
| 2024 #3 | 2024年5月11日        | 3,252    | 3,044    | 2,236    | 73.46% |                                                                                |
| 2024 #4 | 2024年7月5日         | 4,381    | 4,140    | 3,080    | 74.40% |                                                                                |
| 2024 #5 | 2024年9月7日         | 5,189    | 4,917    | 3,689    | 75.03% |                                                                                |
| 2024 #6 | 2024年11月8日        | 7,276    | 6,850    | 5,027    | 73.39% |                                                                                |
| 2025 #1 | 2025年1月11日        | 4,836    | 4,633    | 3,414    | 73.69% |                                                                                |
| 2025 #2 | 2025年3月7日、8日    | 6,681    | 6,401    | 4,776    | 74.61% | 累計合格者数10万名突破                                                         |